# Zheleznogorsk, tỉnh Kursk

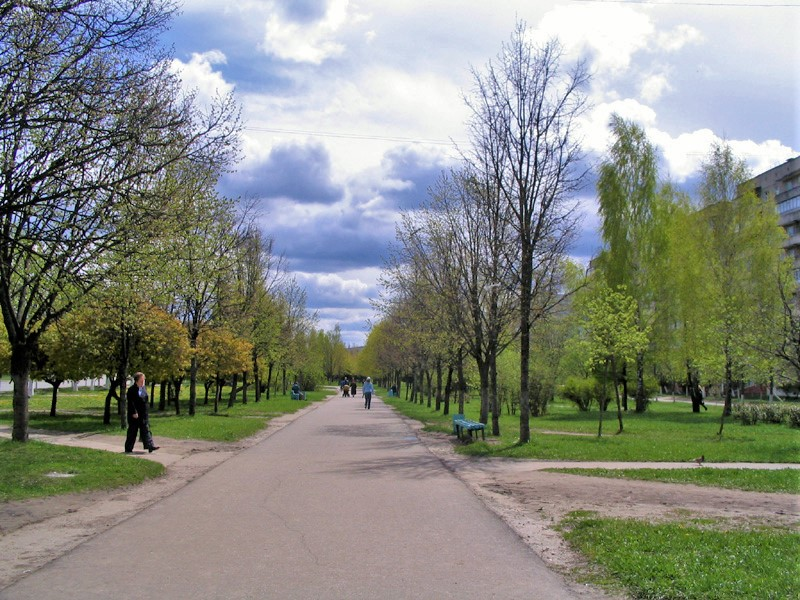
Zheleznogorsk, tỉnh Kursk

Zheleznogorsk (tiếng Nga: Железногорск) là một thành phố Nga. Thành phố này thuộc chủ thể Kursk Oblast. Thành phố có dân số 95.528 người (theo điều tra dân số năm 2002). Đây là thành phố lớn thứ 173 của Nga theo dân số năm 2002.